# Mylothris mortoni
Mylothris mortoni is een vlindersoort uit de familie van de Pieridae (witjes), onderfamilie Pierinae.
Mylothris mortoni werd in 1912 beschreven door Blachier.